# Тончу (Бистрица-Насауд)
Тончу (рум. Tonciu) насеље је у Румунији у округу Бистрица-Насауд у општини Галациј Бистрицеј. Oпштина се налази на надморској висини од 319 m.

## Становништво
Према подацима из 2002. године у насељу је живело 248 становника.

### Попис2002.
| Расподела становништва по националности 2002.‍ | Расподела становништва по националности 2002.‍ | Расподела становништва по националности 2002.‍ | Расподела становништва по националности 2002.‍ | Расподела становништва по националности 2002.‍ |
| --------------------------------------------- | --------------------------------------------- | --------------------------------------------- | --------------------------------------------- | --------------------------------------------- |
|                                               |                                               |                                               |                                               |                                               |
| Румуни                                        | Румуни                                        |                                               | 8                                             | 3,3%                                          |
| Мађари                                        | Мађари                                        |                                               | 236                                           | 96,7%                                         |